# Gdyby Don Juan był kobietą
Gdyby Don Juan był kobietą (fr. Don Juan ou Si Don Juan était une femme...) – francusko-włoski dramat filmowy z 1972 roku w reżyserii Rogera Vadima. Film swobodnie nawiązuje do legendarnej postaci Don Juana, słynnego uwodziciela, który w tej wersji jest kobietą. Zdjęcia kręcono w Paryżu i Uppsali.

## Fabuła
Pewna kobieta zaprasza do siebie młodego, skromnego księdza. Pragnie wyspowiadać się mu ze swoich grzechów.

## Obsada
- Brigitte Bardot – Jeanne
- Robert Hossein – Louis Prévost
- Mathieu Carrière – Paul
- Michèle Sand – Léporella
- Jane Birkin – Clara
- Maurice Ronet – Pierre Gonzague